# Фридрих I фон Кирбург
Фридрих I фон Кирбург (на немски: Friedrich I. Wildgraf von Kyrburg; * пр. 1298; † сл. 19 юни 1365) от фамилията на „вилдграфовете фон Даун и Кирбург“, е вилдграф в Кирбург (над град Кирн), господар на Вилтц.

## Произход и наследство
Той е син на вилдграф Готфрид II, преим. Руоф фон Кирбург († 1298) и съпругата му Уда († сл. 1317) или Ормунда фон Финстинген, дъщеря на Куно фон Малберг († 1262) и фон Лайнинген, дъщеря на граф Фридрих II фон Лайнинген († 1237) и графиня Агнес фон Еберщайн († 1263). Внук е на вилдграф Емих II фон Кирбург-Шмидтбург († пр. 1284) и графиня Елизабет фон Монфор († сл. 1269). Правнук е на Конрад II фон Даун († сл. 1263), вилдграф на Кирбург, Даун, Шмидтбург, Грумбах, Дронекен и Флонхайм, и съпругата му графиня Гизела фон Саарбрюкен († сл. 1265). Племенник е на Емих фон Кирбург († 1311), епископ на Фрайзинг, и на Фридрих фон Кирбург († сл. 1309/1310), вилдграф, велик приор тамплиер в Горна Германия.
През 1258 г. родът на вилдграфовете се разделя на линиите „Даун и Кирбург“, от които през 1284 г. се отделя „линията Шмидтбург“, която обаче измира през 1330 г. Заради фамилни конфликти, Шмидтбург отива на Курфюрство Трир. Наследниците на линиите Кирбург и Даун правят опити в три битки до 1342 г. без успех да спечелят обратно Шмидтбург.
При подялбата баща му Готфрид II получава Кирбург, Дронекен и Флонхайм. Още преди 1350 г. линията Даун измира и през 1409 г. линията Кирбург. Наследници са „Райнграфовете“, които веднага се наричат „вилд- и Райнграфове“ и са наследени 1459/1475 г. от графовете фон Оберзалм, които след това се наричат „графове фон Залм“.

## Фамилия
Фридрих I фон Кирбург се жени пр. 5 април 1309 г. за Агнес фон Шонекен (* пр. 1309; † сл. 1332/сл. 31 юли 1344), дъщеря на Герхард I фон Шьонекен († 1317) и графиня Мехтилд фон Насау-Зиген († 1319), дъщеря на граф Ото I фон Насау († 1289/1290) и Агнес фон Лайнинген († ок. 1303). Те имат девет деца:
- Готфрид III фон Кирбург († 16 юни 1370), вилдграф на Кирбург, женен на 17 ноември 1323 г. за София фон Даун († 1334), дъщеря на Емих I фон Даун († 1313) и графиня Елизабет фон Лайнинген († сл. 1351)
- Йохан фон Кирбург († пр. 1370), свещеник в Монцинген
- Герхард I (* пр. 1342; † 1356 или сл. 4 май 1357/1358), вилдграф в Кирбург и Шмидтбург, женен 1336 г. за Уда фон Изенберг-Лимбург († 1361)
- Фридрих II фон Кирбург († 20 април 1369?)
- Хайнрих фон Кирбург († сл. 1370), канон във Вайсенбург
- Маргарета фон Кирбург († 21 септември 1368), омъжена пр. 13 октомври 1339 г. за Райнграф и вилдграф Йохан II фон Щайн-Даун († 16 февруари 1383)
- Мехтилд фон Кирбург († сл. 1370)
- Ото фон Дронекен († 1 януари/31 май 1409), вилдграф в Дронекен, женен I. пр. 21 май 1350 г. за Елизабет де Шамблей († 1370), II. сл. 1370 г. за графиня Агнес фон Велденц († сл. 1398)
- Маргарета фон Кирбург († сл. 1370)